# Pont des Soupirs
Pour les articles homonymes, voir Pont des Soupirs (homonymie).

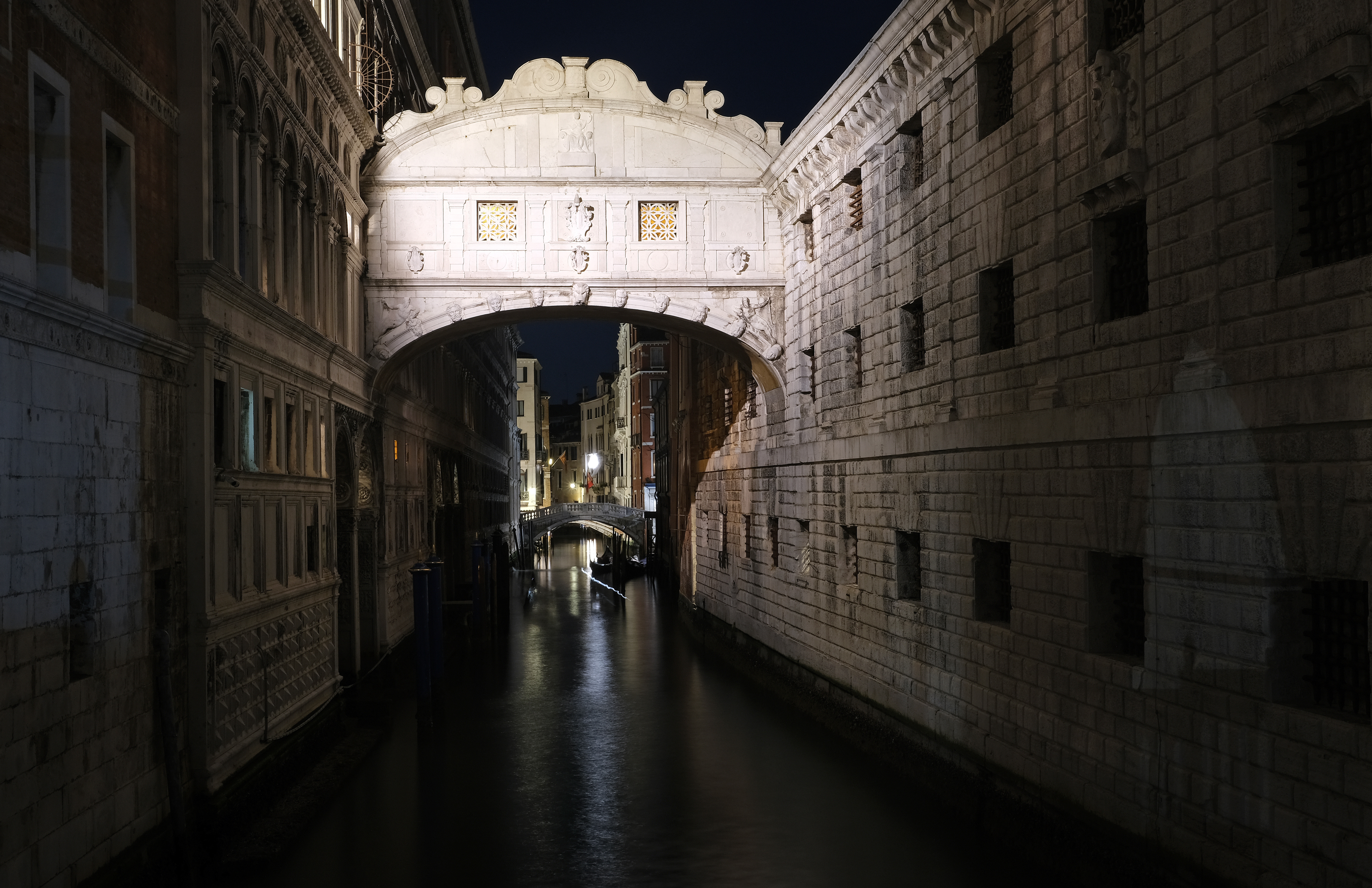
le pont des Soupirs vu de nuit.

Le pont des Soupirs ou Ponte dei sospiri, construit au début du XVIIe siècle est l'un des nombreux ponts de Venise en Italie. Ce pont-passerelle couvert qui comporte deux couloirs parallèles passe au-dessus du Rio de Palazzo o de Canonica, reliant les anciennes prisons aux cellules d'interrogatoires du palais des Doges. C'est l'un des lieux touristiques les plus célèbres de la ville.
Le nom pont des Soupirs suggère le soupir exprimé par les prisonniers conduits devant les juges, lors de leur dernier regard porté sur Venise. C'était donc la dernière image de la liberté pour ceux qui allaient finir leurs jours en prison.
Il existe plusieurs ponts portant le même nom, notamment à Cambridge et à Oxford.

## Histoire
Le pont des Soupirs a été bâti en 1602 pour relier le palais des Doges avec la nouvelle prison (achevée en 1614) par Antonio Contin. Il a travaillé également avec son oncle Antonio da Ponte sur le pont du Rialto. Antonio Contin dessina un pont de style baroque édifié en marbre et pierre d'Istrie blanche. Deux fenêtres « grillagées » en pierre sont présentes sur chacune des deux faces de l'ouvrage.

## Un sarcophage volant
Ce « sarcophage qui s'envole », comme l'a appelé l'écrivain André Suarès, avait en effet la particularité d'être un pont totalement fermé et ce afin non seulement d'empêcher que l'on puisse entendre les cris et lamentations des condamnés, mais aussi pour que l'on ne puisse pas les voir.
Le fait que le pont soit totalement fermé était également une assurance pour la Sérénissime que ses prisonniers ne pourraient essayer de s'échapper en le franchissant. Sinon, la tentation de se jeter dans le canal aurait évidemment été trop grande.

## Des fonctions très précises
Ce pont-passage avait été élaboré pour servir très précisément à ces fins et il est de ce fait constitué comme un double couloir.
Ainsi, selon qu'on l'empruntait dans un sens ou dans un autre, utilisait-on le couloir gauche ou droit, ce qui fait que les condamnés ne pouvaient jamais ni se voir ni se parler.
C'est en effet ce même passage qui les emmenait aussi de la prison aux salles de torture. En le prenant, on allait soit aux « puits », des cachots sombres et humides, situés au sous-sol, soit aux plombs où les prisonniers étouffaient dans la chaleur de cellules situées sous des toits recouverts de grosses plaques de plomb.

## Dans les arts

### En peinture

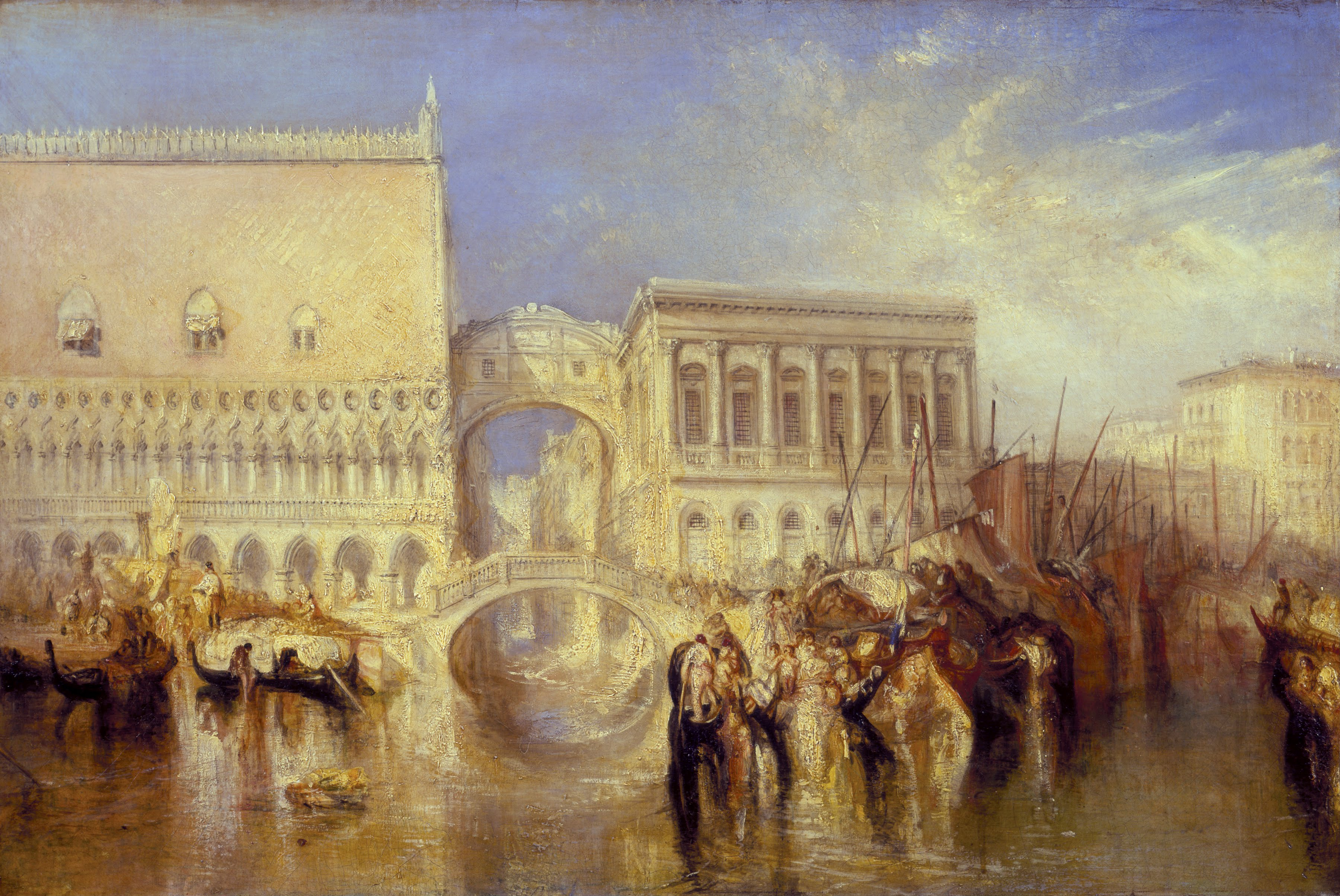
Venise, Le Pont des Soupirs William Turner, 1840 Tate Britain, Londres
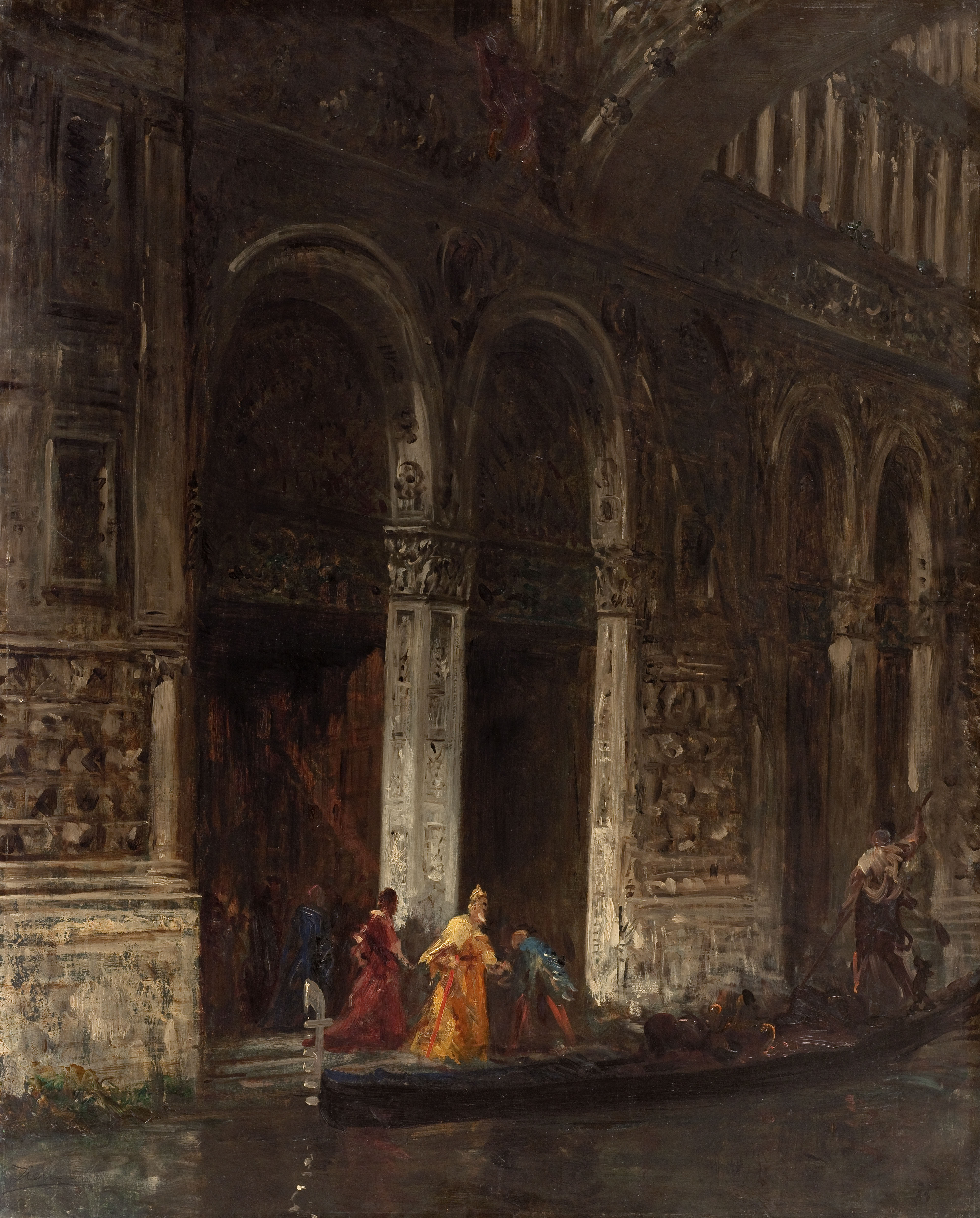
La Sortie du Palais des Doges sous le pont des Soupirs Félix Ziem vers 1870 Petit-Palais.

Le peintre anglais William Turner le représente dans une huile sur toile exposée à la Royal Academy en 1840 et conservée à la Tate Britain à Londres.

### Littérature
- Michel Zévaco, Le Pont des Soupirs (1901) roman d'aventures en deux parties : 
  - Le Pont des Soupirs ;
  - Les Amants de Venise.

Inspiré par Le Comte de Monte-Cristo d'Alexandre Dumas, l'intrigue se déroule en fait entre 1509 et 1518, un siècle avant la création historique du pont par lequel le héros Roland Candiano, accompagné par un bandit repenti, Scalabrino, s'évade pour se venger de ses persécuteurs. Le roman s'inspire également de l'évasion de la prison des Plombs et du pont des Soupirs de l'écrivain, (accompagné ici par un ecclesiastique), Casanova, en 1756.
- Aujourd’hui, certains associent à tort une image romantique à ce pont, dont les soupirs feraient référence à ceux des amoureux. C’est pourquoi des couples viennent s’y embrasser lors de balades en gondole. Cette vision erronée est en particulier due au poème de Lord Byron, « Le pèlerinage de Childe Harold », paru en 1812, dans lequel il décrit ses émotions à la vue de ce monument :

 « Je me tenais à Venise sur le pont des Soupirs

Un palais d’un côté, une prison de l’autre

Je vis sortant de la vague sa structure s’élever

Semblant venir d’un coup de baguette de l’enchanteur ».

## Galerie

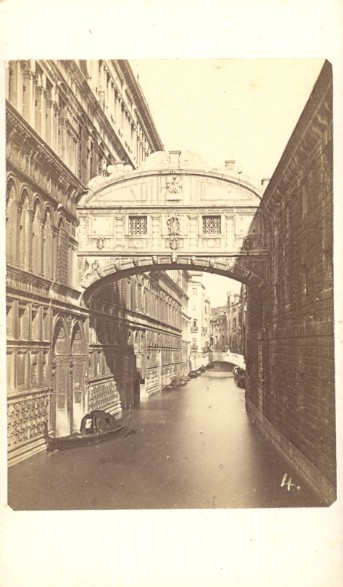
Vu par  Carlo Naya.
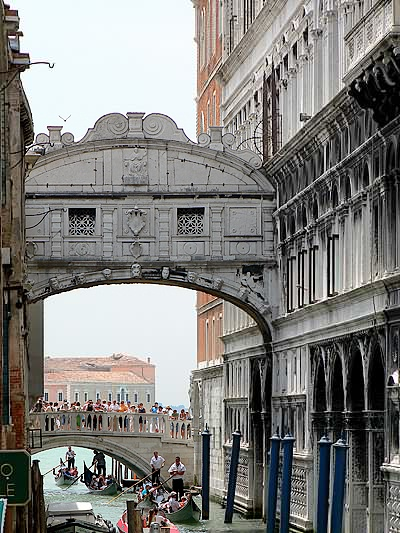
Vu du Ponte de la Canonica.
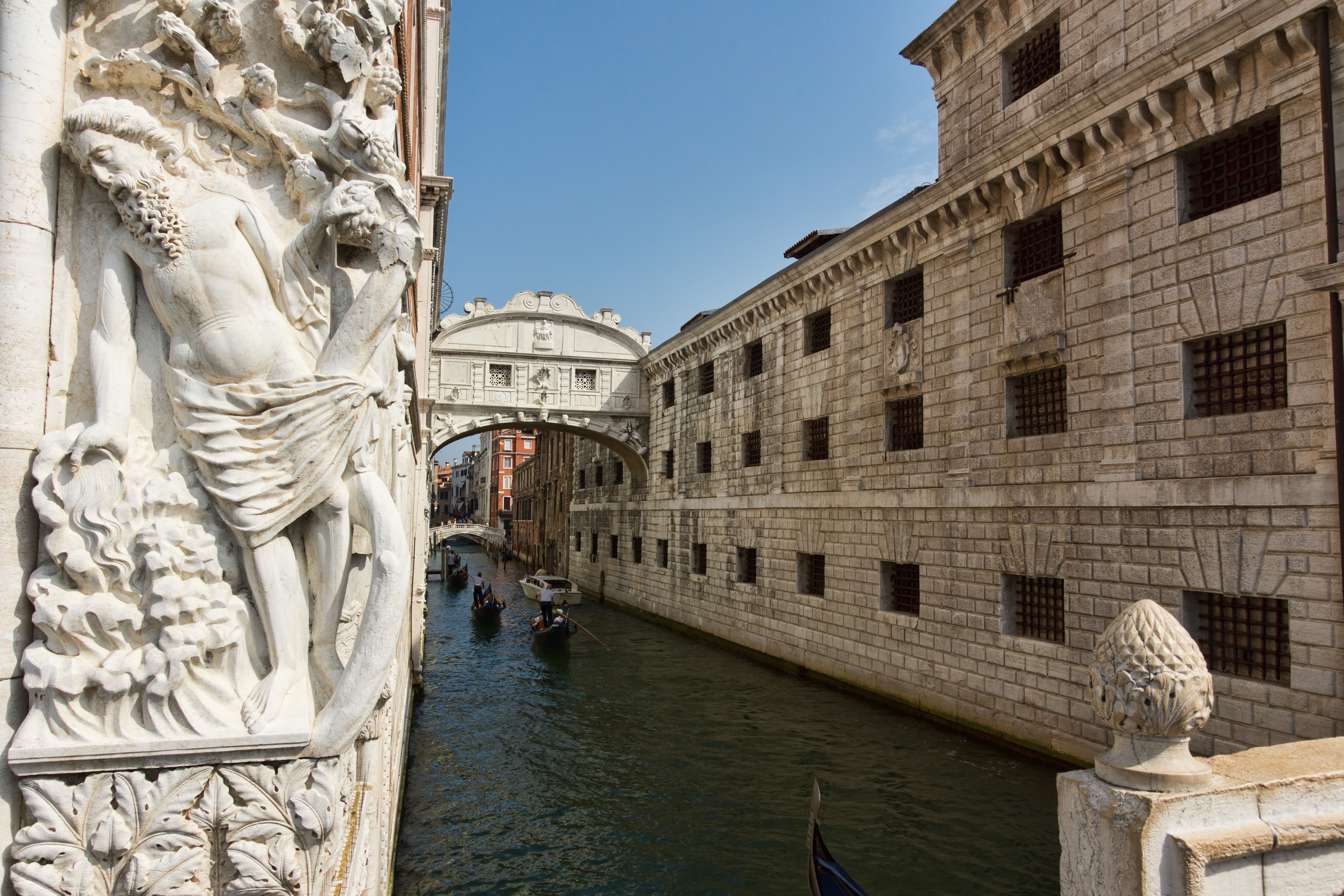
Le pont des Soupirs et la prison vus du quai.
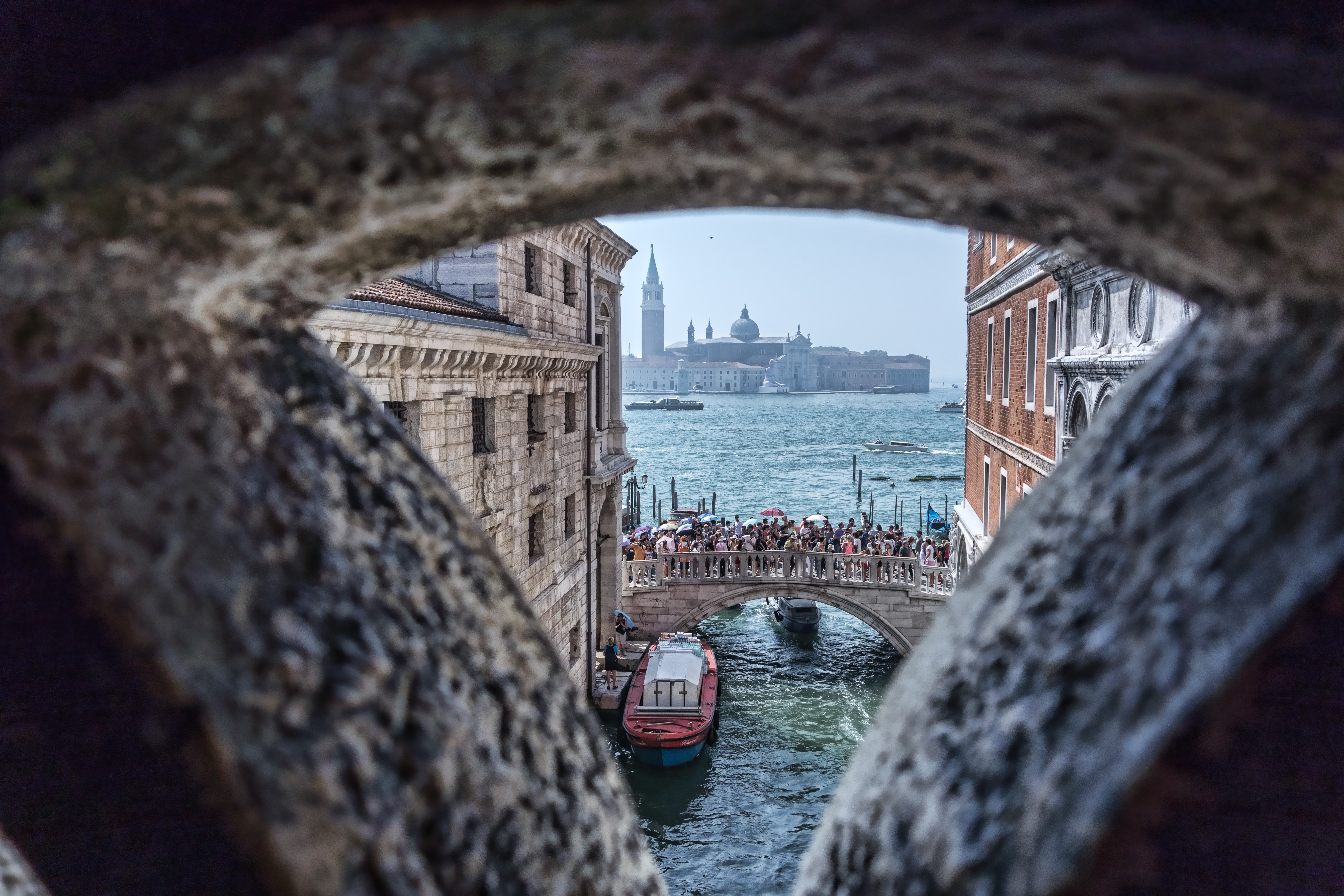
De l'intérieur du pont des soupirs.
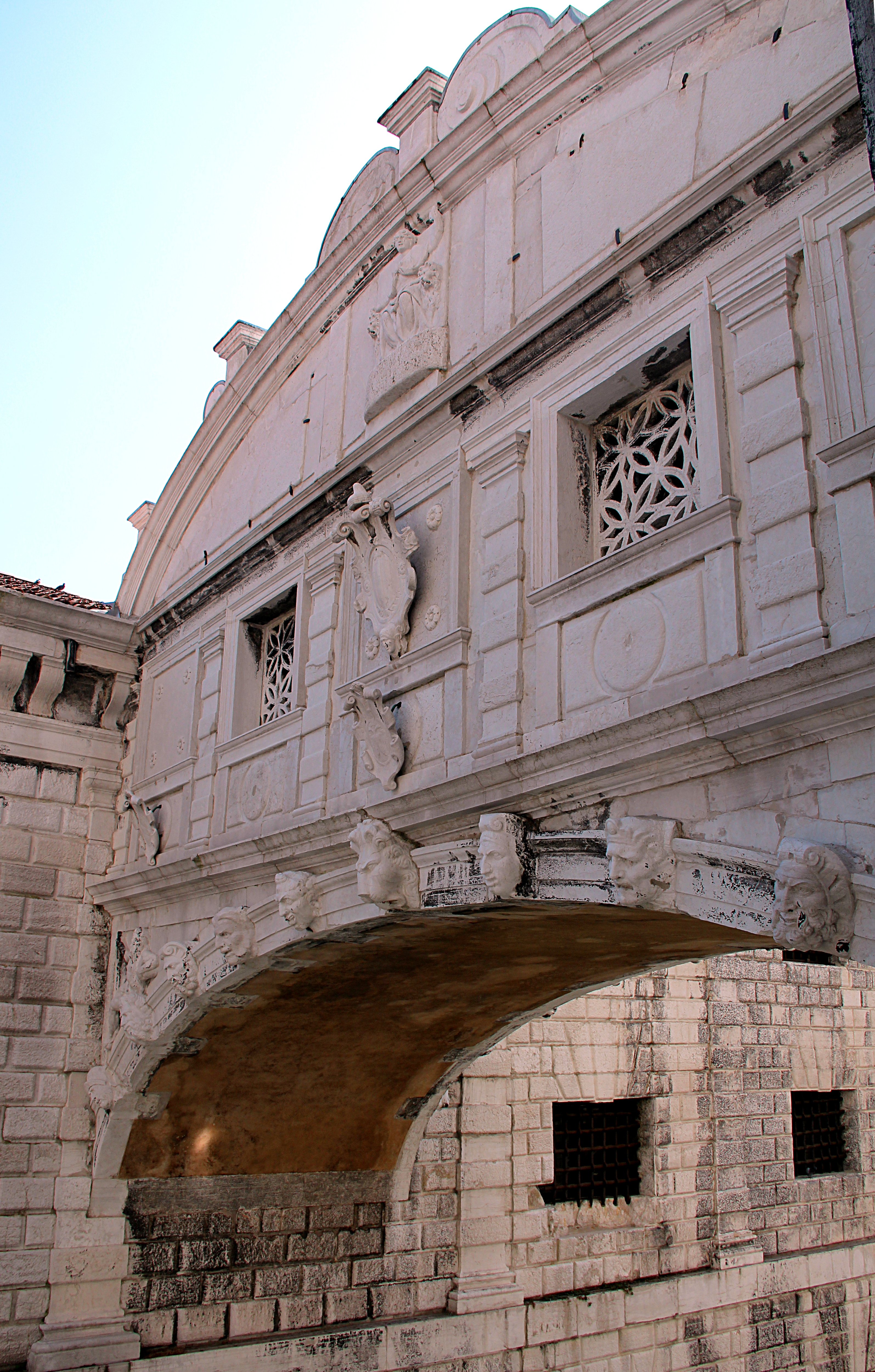
Vu du Rio de la Canonica.
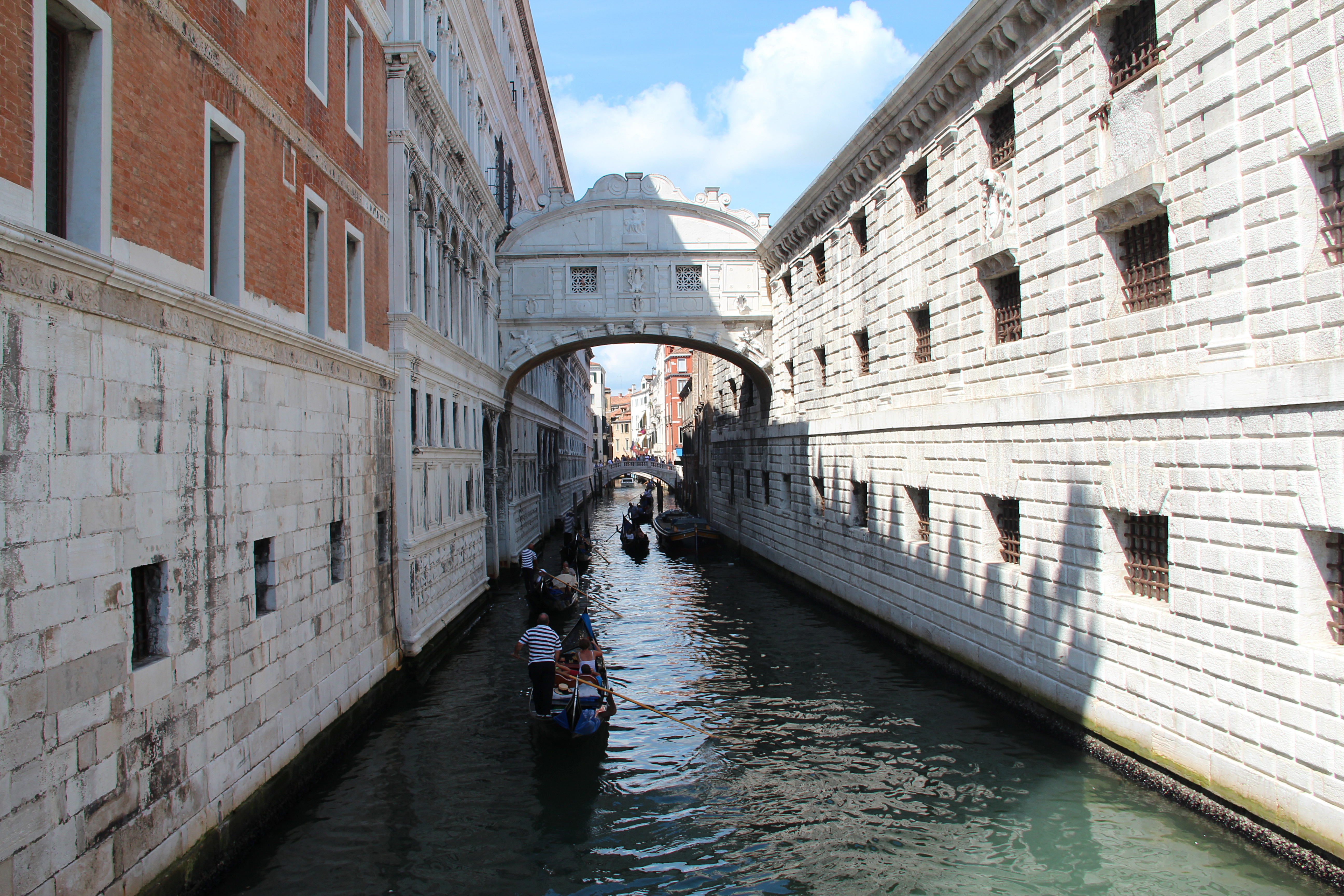
Le pont des Soupirs reliant le palais des Doges aux nouvelles prisons.
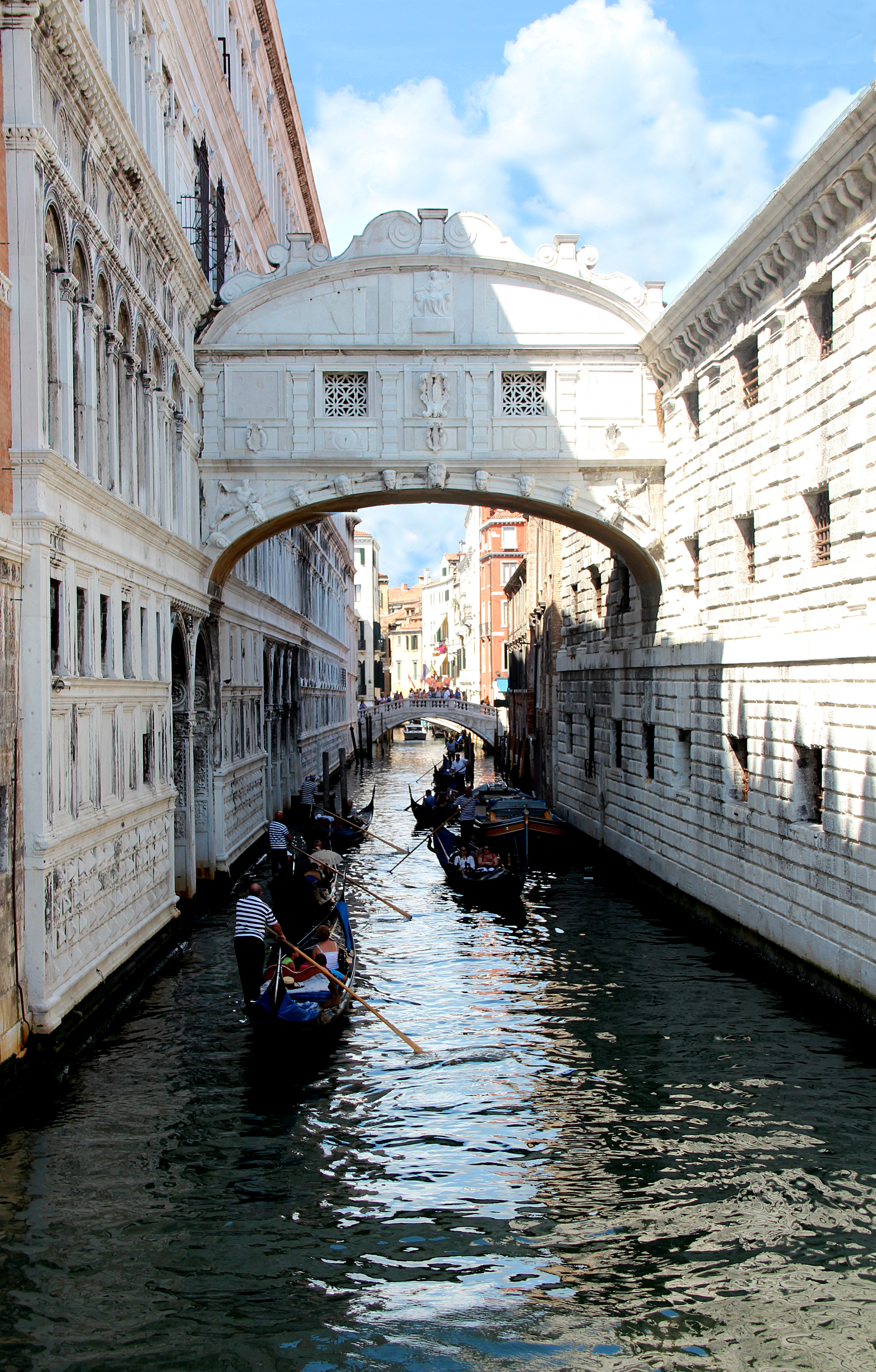
Les gondoliers du Rio de la Canonica.